# Hillel Kook
Hillel Kook, noto anche con lo pseudonimo di Peter Bergson (Kriukai, 24 luglio 1915 – Kfar Shmaryahu, 18 agosto 2001), è stato un politico e attivista lituano di origine ebraica.

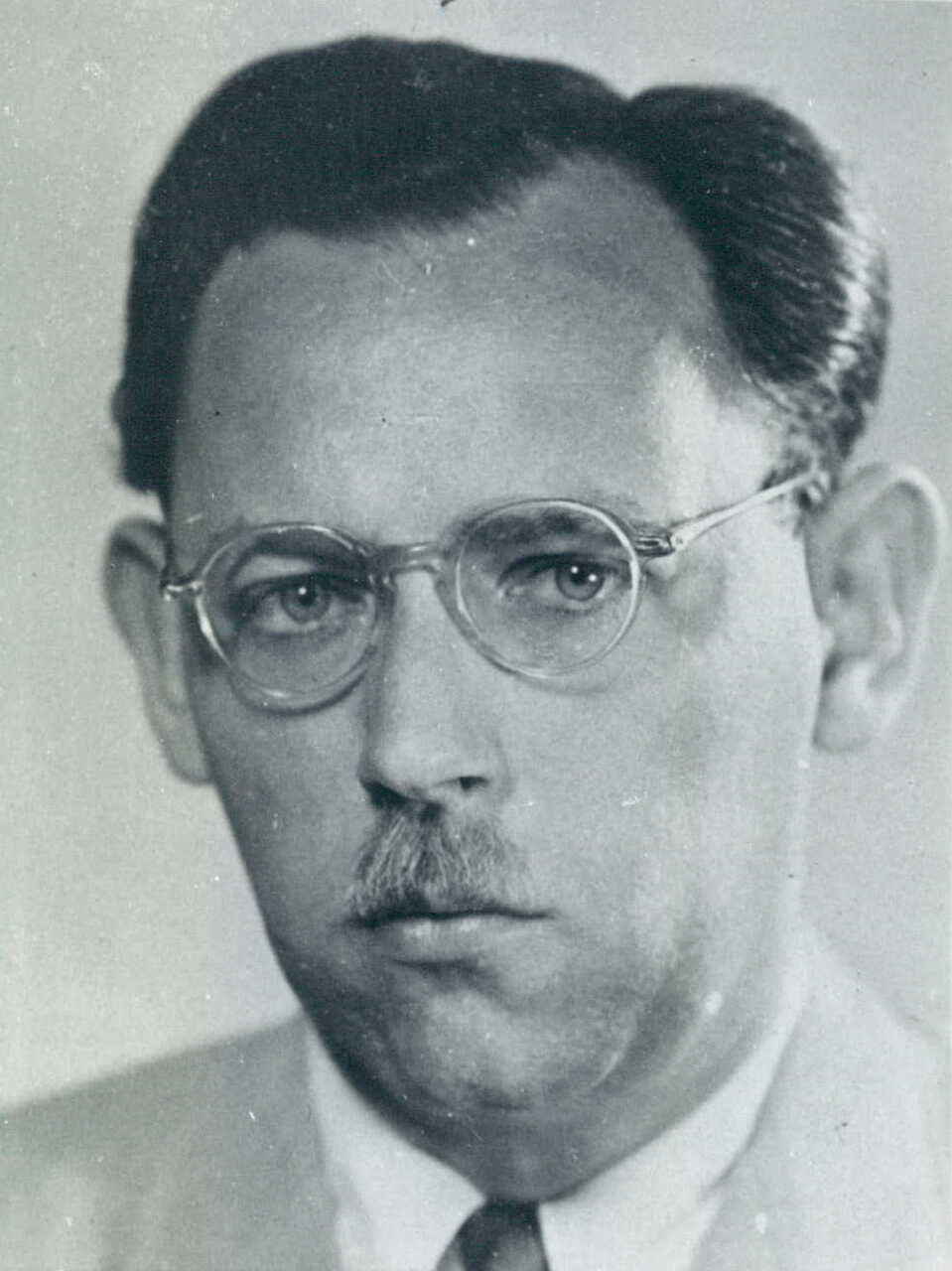
Hillel Kook

Guidò le attività dell'Irgun negli Stati Uniti durante la seconda guerra mondiale per promuovere il sionismo e soprattutto per soccorrere gli ebrei abbandonati in Europa durante l'Olocausto. Il suo attivismo rappresentò il principale elemento che portò il presidente Roosevelt a istituire il War Refugee Board. Successivamente fu membro della prima Knesset israeliana.

## Biografia
Nacque nel 1915 a Kriukai in Lituania (all'epoca nell'Impero russo), figlio del rabbino Dov Kook e fratello minore di Abraham Isaac Kook, primo rabbino capo ashkenazita della Palestina mandataria. Nel 1924 emigrò con la famiglia ad Afula, in Palestina. Hillel Kook ricevette un'educazione religiosa, frequentò la yeshivah sionista religiosa dello zio Merkaz HaRav a Gerusalemme; frequentò anche i corsi di studi ebraici presso l'Università Ebraica, dove divenne membro del Sohba, un gruppo di studenti che in seguito sarebbero diventati figure di rilievo all'interno del movimento revisionista, tra cui David Raziel e Avraham Stern.

### Carriera militare
Nel 1930 si unì alla milizia Haganah in seguito alle rivolte arabe. Nel 1931 contribuì a fondare l'Irgun, un gruppo di militanti dissidenti dell'Haganah con cui combatté in Palestina negli anni Trenta: nel 1936 fu uno dei comandanti, poi entrò a far parte dello Stato Maggiore dell'organizzazione. Nel 1937 divenne portavoce internazionale dell'Irgun e del sionismo revisionista, una variante emersa in quel periodo che si caratterizzava per l'adesione politica alle idee di destra, in parte influenzata dal fascismo.
Si recò prima in Polonia, dove si occupò della raccolta di fondi e della creazione di cellule dell'Irgun nell'Europa orientale. Qui incontrò il fondatore del movimento revisionista Vladimir Žabotinskij e fece amicizia con il figlio Eri. Nel 1940, su richiesta dei fondatori del movimento, partì per gli Stati Uniti con Žabotinskij. In breve tempo si mise alla guida dell'Irgun locale, incarico clandestino assunto dopo la morte dell'anziano Žabotinskij avvenuta ad agosto. Durante la sua permanenza negli USA Kook negò più volte pubblicamente la sua affiliazione all'Irgun.

## Attivismo negli USA

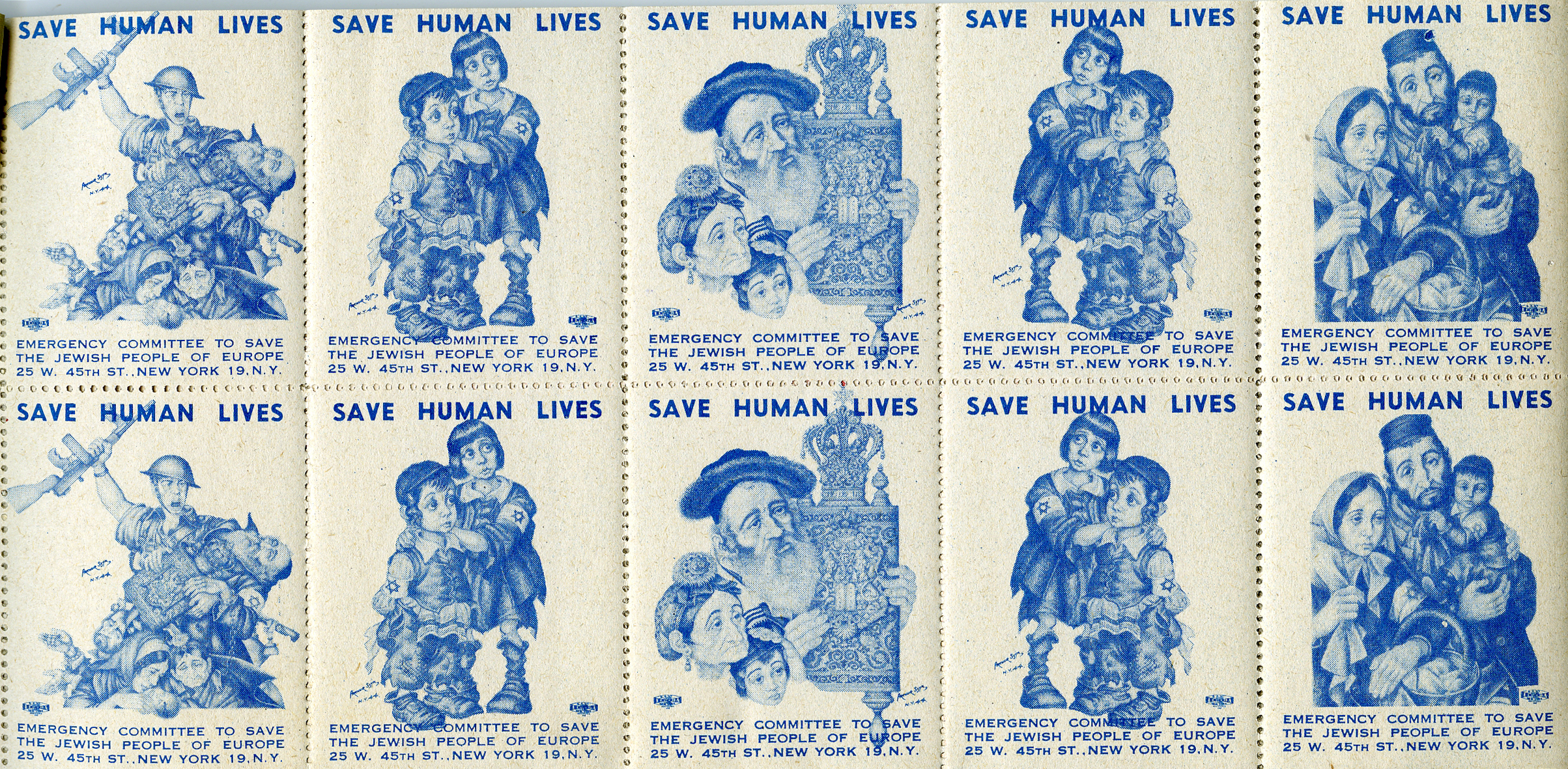
Francobolli poster "Salviamo le vite umane" di Arthur Szyk 1944

Negli Stati Uniti Kook guidò un gruppo di attivisti dell'Irgun usando lo pseudonimo "Peter Bergson". Il nome "Gruppo Bergson" fu poi utilizzato per indicare tutti i membri della sua cerchia ristretta: un nucleo di dieci attivisti provenienti da Europa, America e Palestina, tra cui Aryeh Ben-Eliezer, Yitzhak Ben-Ami, Alexander Rafaeli, Shmuel Merlin ed Eri Žabotinskij, strettamente legato a vari altri gruppi di difesa ebraici e sionisti, come l'American Friends for a Jewish Palestine e l'Organizing Committee of Illegal Immigration.
Il Gruppo Bergson intraprese anche iniziative autonome, in particolare la fondazione del Committee for a Jewish Army of Stateless and Palestinian Jews, con l'obiettivo di creare una forza combattente alleata composta da ebrei apolidi e palestinesi. Alcune fonti attribuiscono all'attivismo di Kook la successiva formazione della Brigata ebraica, un'unità britannica costituita da ebrei palestinesi. Due membri statunitensi del Gruppo Bergson furono lo scrittore e sceneggiatore Ben Hecht e il disegnatore Arthur Szyk.
Inizialmente il Gruppo Bergson si limitò alla raccolta di fondi per l'Irgun e a varie campagne di propaganda. Con lo scoppio della seconda guerra mondiale si trasformò radicalmente. Quando le informazioni sull'Olocausto in atto si diffusero negli Stati Uniti, Kook e i suoi collaboratori intensificarono il loro impegno per sensibilizzare l'opinione pubblica sulla sorte degli ebrei in Europa, anche attraverso la pubblicazione di annunci e articoli a tutta pagina nei principali quotidiani, come "Jews Fight for the Right to Fight" sul New York Times nel 1942 o "For Sale to Humanity 70,000 Jews, Guaranteed Human Beings at $50 a Piece", in risposta all'offerta della Romania di mettere in salvo gli ebrei romeni a condizione che le spese di viaggio fossero sostenute da terze parti.
Il 9 marzo 1943 il Gruppo organizzò al Madison Square Garden uno spettacolo, scritto da Ben Hecht e intitolato We Will Never Die, per commemorare i 2 000 000 di ebrei uccisi in Europa. 40 000 persone assistettero alla prima rappresentazione, poi replicata in altre cinque grandi città, tra cui Washington, dove furono presenti Eleanor Roosevelt, sei giudici della Corte suprema e circa 300 persone tra senatori e membri del Congresso.
Nel 1943 Kook fondò l'Emergency Committee for the Rescue of European Jewry, composto da scrittori, personalità pubbliche e politici statunitensi, ebrei e non ebrei, che si adoperò per diffondere le informazioni e fare pressione sul Presidente e sul Congresso affinché si adottassero provvedimenti immediati per salvare gli ebrei in Europa. Le leggi statunitensi sull'immigrazione dell'epoca consentivano l'immigrazione solo al 2% di persone di nazionalità già presente negli Stati Uniti secondo il censimento del 1890, e quindi limitava il numero degli ebrei provenienti dall'Austria e dalla Germania a 27 370 e quelli provenienti dalla Polonia a 6 542; tali quote spesso non venivano raggiunte perché il Dipartimento di Stato imponeva ai consolati statunitensi di ostacolare il più possibile i rifugiati. La proposta di accettare più rifugiati fu ratificata dalla United States Senate Committee on Foreign Relations e, in risposta alle pressioni del Gruppo Bergson e del Segretario al Tesoro Henry Morgenthau Jr., nel gennaio 1944 per ordine di Roosevelt fu istituita un'autorità nazionale speciale, il War Refugee Board (WRB), incaricata di assistere i rifugiati di guerra sia ebrei che non ebrei. Un emissario del governo inviato nella Turchia neutrale fu di notevole aiuto nel salvataggio degli ebrei romeni. Il WRB riuscì a salvare circa 200 000 ebrei, soprattutto grazie alla missione di Raoul Wallenberg in Ungheria.
Tra i membri del Comitato di emergenza figuravano Hillel Kook (alias Peter Bergson), Alex Hadani Rafaeli, Alex Wilf, Arieh Ben-Eliezer, Arthur Szyk, Ben Hecht, Rabbi Ben Robbins, Eri Žabotinskij, Esther Untermeyer, Gabe Wechsler, il senatore Guy Gillette, Harry Selden, Johan Smertenko, Konrad Bercovici, M. Berchin, Samuel Merlin, Sigrid Undset, Stella Adler, il deputato Will Rogers Jr., Yitzchak Ben-Ami, il tenente-colonnello John Henry Patterson. Molti altri sostennero attivamente il "Gruppo Bergson", tra cui alcune delle figure più note di Broadway e Hollywood, probabilmente grazie ai contatti di Ben Hecht (ad esempio Kurt Weill).
L'Irgun si dichiarò contrario al dominio britannico in Palestina. Per favorire il reclutamento e la propaganda, Kook fondò lo Hebrew Committee for National Liberation e la American League for a Free Palestine, entrambe impegnate nell'esercitare pressioni sui diplomatici, non solo statunitensi, e nel cercare di far sostenere al pubblico statunitense la ribellione dell'Irgun. Kook rimase fortemente legato alla corrente politica revisionista anche dopo la guerra, durante la creazione dello Stato di Israele. Fu indiscutibilmente fedele alla causa, ma la sua posizione di principale attivista dell'Irgun non fu esente da controversie.
Nel 1946 Menachem Begin, a capo dell'Irgun dal 1943, in una lettera ammonì Kook in merito alle sue diverse posizioni politiche in contrasto con la linea ufficiale del partito Irgun. Kook si era concentrato sul trasporto degli immigrati clandestini in Palestina invece che su un incarico ritenuto "primario" - le spedizioni di armi ai combattenti dell'Irgun; aveva anche l'abitudine di usare il termine "Stato libero di Palestina", cosa che Begin riteneva troppo incline al bi-nazionalismo. Invitò pertanto Kook a riferirsi al futuro Stato ebraico come "Stato libero di Eretz Israel".

### Polemiche
Nel luglio del 1943 Kook e i suoi sostenitori iniziarono una campagna di pressioni sul Congresso degli Stati Uniti con lo scopo di ottenere la creazione di un'agenzia indipendente per salvare gli ebrei europei. Questa iniziativa fu osteggiata dalle organizzazioni sioniste e progressiste ebraiche statunitensi: nel dicembre 1943 l'American Jewish Conference si lanciò pubblicamente contro Bergson e i suoi per ostacolare il sostegno alla risoluzione. L'ambasciata britannica e vari gruppi sionisti statunitensi, tra cui l'American Jewish Committee e altri oppositori politici, cercarono di ottenere la deportazione o l'arruolamento di Kook. Incoraggiarono l'Internal Revenue Service (IRS) a indagare sulle finanze del Gruppo Bergson nel tentativo di screditarlo, per appropriazioni indebite o per una contabilità poco accurata, rispetto alla grande quantità di fondi amministrati dal gruppo, ma l'IRS non riscontrò alcuna irregolarità. Tra coloro che si adoperarono per interrompere le attività di soccorso del Gruppo Bergson figurarono il deputato ebreo Blum e i leader del World Jewish Congress Stephen Wise e Nahum Goldmann. Un verbale del Dipartimento di Stato riporta le parole di Goldmann mentre informa il Dipartimento che Hillel Kook non rappresenta l'ebraismo organizzato e suggerisce di deportarlo o di arruolarlo nell'esercito.

### Marcia dei rabbini
Tra le iniziative più significative promosse dal Comitato si annovera la protesta nota come marcia dei rabbini, che ebbe luogo a Washington il 6 ottobre 1943, tre giorni prima dello Yom Kippur. Insieme agli attivisti del Gruppo Bergson, i membri dello Jewish War Veterans of the United States of America (JWV) marciarono verso il Campidoglio, il Lincoln Memorial e la Casa Bianca. Accolti da alcuni importanti membri del Congresso, tra cui William Warren Barbour, sollecitarono l'intervento degli Stati Uniti in favore degli ebrei europei. La delegazione fu ricevuta dal vicepresidente Henry A. Wallace.
Delusi dal mancato incontro con il Presidente, i rabbini si presentarono davanti al Campidoglio, dove furono ricevuti dal senatore William Barbour e da altri membri del Congresso. Si astennero dal leggere la petizione ad alta voce e la consegnarono al segretario Marvin Hunter McIntyre. La marcia ottenne una notevole attenzione mediatica, in gran parte concentrata sul trattamento quasi offensivo riservato ad importanti leader della comunità, nonché ai popoli europei per i quali stavano lottando. Un giornale ebraico commentò: "Would a similar delegation of 500 Catholic priests have been thus treated?" («Una delegazione simile di 500 sacerdoti cattolici sarebbe stata trattata così?»). Alcuni anni dopo il rabbino Soloveitchik disse con rammarico che la missione dei ministri di culto fu tradita da Stephen Wise, che li avrebbe liquidati come un gruppo di rabbini ortodossi privi di rappresentatività.
Una settimana dopo la marcia il senatore repubblicano William Warren Barbour propose una legge che avrebbe permesso a 100 000 vittime dell'Olocausto di entrare temporaneamente negli Stati Uniti; una proposta simile fu presentata dal deputato democratico Samuel Dickstein, ma entrambe furono respinte.

## Carriera politica in Israele

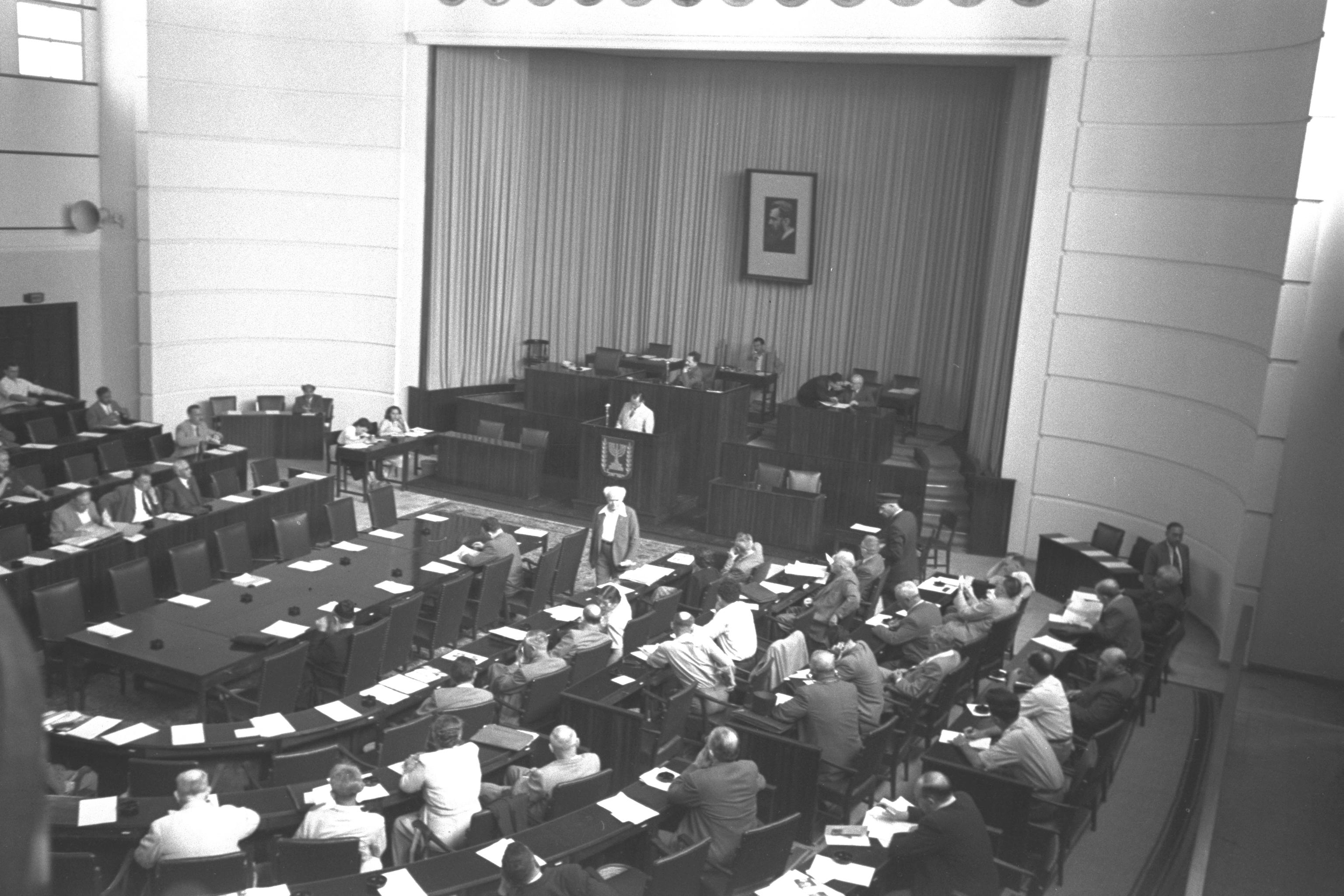
Hillel Kook sul podio della Knesset

Nel 1947 il Gruppo Bergson acquistò una nave originariamente destinata a trasportare nuovi immigrati in Palestina, ma che, forse anche su indicazione di Begin, fu poi impiegata per il trasporto di armi. Denominata Altalena, fu al centro di un violento scontro tra la neonata Israel Defense Forces e l'Irgun sulle spiagge di Kfar Vitkin e Tel Aviv. In seguito allo scontro Kook fu arrestato insieme ad altri quattro comandanti dell'Irgun; dei cinque, Kook fu l'unico membro del Gruppo Bergson. Furono rilasciati dopo circa due mesi.
Kook partecipò alla prima Knesset come membro della lista del partito Herut, ma abbandonò il partito insieme a Ari Žabotinskij. A questa decisione lo portarono due anni di continui disaccordi sulla direzione politica del partito, in particolare con Menachem Begin. Kook, tornato in Israele dopo dieci anni di assenza, si trovò di fronte ad un Paese che non corrispondeva agli ideali per cui aveva combattuto. Kook e Žabotinskij rimasero in carica come deputati indipendenti per i mesi rimanenti del loro mandato, i primi in assoluto a compiere tale scelta. Profondamente disilluso dal processo politico israeliano in atto e dal futuro del movimento revisionista, nel 1951 Kook lasciò Israele con la moglie e la figlia. Nel 1968, quattro anni dopo la scomparsa della moglie, tornò in Israele con le due figlie. Si risposò nel 1975 e visse a Kfar Shmaryahu fino alla sua morte avvenuta nel 2001.

### Punti di vista e opinioni
Pur non esercitando più un ruolo attivo in politica, Kook continuò a rilasciare interviste in cui esponeva le sue idee indipendenti sul sionismo, sull'identità ebraica e sulla politica israeliana. Riteneva che l'obiettivo primario di Žabotinskij nell'istituire uno Stato ebraico fosse quello di creare un Paese al quale tutti gli ebrei avrebbero desiderato appartenere; una volta costituito Israele, quelli che avessero scelto di non compiere l'aliyah avrebbero consapevolmente optato di diventare cittadini naturalizzati "integrati" dei loro Paesi. La distinzione tra ebrei e israeliti rappresentò un altro punto di divergenza tra Kook e la leadership dell'Irgun già a metà degli anni '40. I punti di vista di Kook sono considerati una versione più moderata dell'ideologia "cananea" sostenuta da Yonatan Ratosh. Come Ratosh, Kook fu influenzato da Adolf Gurevich, un attivista di Betar legato ai membri del Gruppo Bergson Shmuel Merlin ed Eri Žabotinskij.
Kook sviluppò un insieme specifico di critiche riguardo a ciò che vedeva come una distorsione della filosofia e dell'idealismo sionista da parte della politica israeliana. Sostenne di aver sempre concepito Israele come uno "Stato ebraico" in virtù della presenza di una maggioranza di cittadini ebrei, e non attraverso specifiche associazioni allineate al nazionalismo ebraico. Paradossalmente, la visione "teocratica" di Israele di Kook gli conferì una grande flessibilità ideologica riguardo alcuni problemi critici di Israele. Sostenne la piena parità di diritti per tutti i cittadini non ebrei di Israele; in un'intervista con un druso israeliano commentò che, come Žabotinskij, non vedeva "alcuna ragione" per cui lo Stato di Israele non potesse avere un presidente non ebreo. Suggerì di emendare la Legge del ritorno per gli ebrei residenti al di fuori di Israele, limitandola ai primi anni successivi all'Indipendenza (1948), e di valutare i potenziali immigrati su base individuale, e non nazionale o religiosa, eccetto nei casi di pericolo imminente.
Kook fu un forte sostenitore della promulgazione di una costituzione, bloccata durante la stesura nel 1948 e mai completata: sostenne che una costituzione formale avrebbe potuto risolvere molte questioni aperte nella società israeliana, come la discriminazione nei confronti degli arabi israeliani, fornendo a tutti i cittadini un ruolo ben definito ed egualitario nel nazionalismo israeliano. Osservò che la mancanza di una costituzione era "la più grande tragedia di Israele" e che la decisione di Ben-Gurion di trasformare l'organo di governo israeliano da Assemblea costituente a Parlamento equivaleva ad un putsch; si rammaricò per non essersi dimesso dalla Knesset subito dopo tale decisione. Era anche favorevole all'istituzione di uno Stato palestinese, seppur da stabilire nell'odierna Giordania. Fu uno dei primi israeliani a chiederne la creazione poco dopo la guerra dei sei giorni.
Per il resto della vita Kook sostenne con fermezza che la sua posizione sarebbe stata condivisa dal suo mentore Žabotinskij. Si è ripetutamente definito un post-sionista e fu tra i primi israeliani ad adottare questo termine volontariamente e nell'accezione positiva.

## Commemorazione

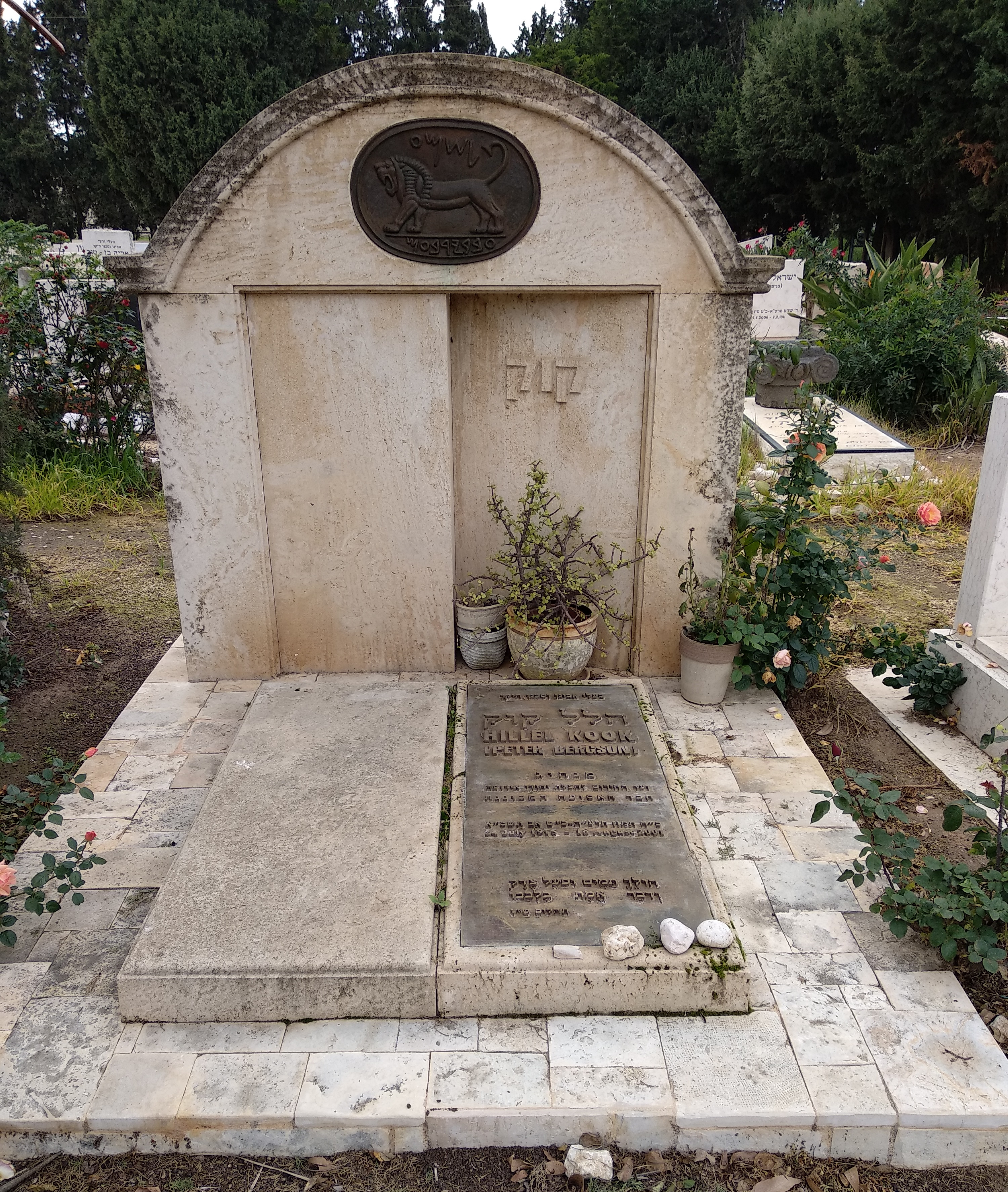
Tomba di Hillel Kook, Kfar Shmaryahu

Dalla fine degli anni '90 alcuni storici intrapresero una revisione e una rivalutazione del significato delle attività di Hillel Kook durante la seconda guerra mondiale e del suo ruolo di oppositore politico di Begin. Una delle critiche riguarda gli avversari di Kook in Israele e in USA, che avrebbero minimizzato i suoi successi e il proprio ruolo nell'ostacolare le sue iniziative. Gli autori di una biografia su Kook del 2002 David Wyman e Rafael Medoff  fanno notare che, nonostante l'establishment ebraico statunitense dell'epoca l'avesse continuamente intralciato, l'attivismo del gruppo di Kook rappresentò il fattore principale nella creazione del War Refugee Board che permise di salvare circa 200 000 persone, in parte grazie alla missione di Raoul Wallenberg.
L'opera teatrale The Accomplices di Bernard Weinraub, dedicata all'impegno di Kook in tempo di guerra negli Stati Uniti, debuttò al teatro The New Group nel 2007 e in seguito fu rappresentata in vari altri teatri regionali, nonché a Gerusalemme nel 2009. Il ruolo di Hillel Kook fu interpretato due volte dall'attore Steven Schub (cantante dei The Fenwicks), nel 2008 al The Fountain Theatre e nel 2009 all'Odyssey Theatre di Los Angeles. Raphael Poch (direttore artistico della J-Town Playhouse) interpretò Hillel Kook a Gerusalemme.
Il regista Pierre Sauvage diresse il documentario Not Idly By - Peter Bergson, America and the Holocaust, incentrato sulle attività di Kook durante la seconda guerra mondiale. Il film fu premiato al Toronto Jewish Film Festival. Il work-in-progress fu proiettato in versioni ridotte a partire dal 2009, la versione definitiva fu distribuita nel 2017.
Esiste un precedente documentario del 1982, intitolato Who Shall Live and Who Shall Die e realizzato da Laurence Jarvik, con diverse interviste rilasciate da Hillel Kook a metà degli anni '70 a Manhattan. Il più recente Against the Tide del 2009, diretto da Richard Trank e prodotto dalla Moriah Films del Simon Wiesenthal Center, include la narrazione di Dustin Hoffman.

### Approfondimenti
- Joseph Agassi, Liberal Nationalism for Israel, Gefen Publishing House Ltd, 1999.
- Bernard Avishai, The Hebrew Republic-How Secular Democracy and Global Enterprise Will Bring Israel Peace At Last (based on Hillel Kook plan, Harper Collins, 2013, ISBN 9780547540207.
- Ben Hecht, Perfidy, Milah Press Inc, 1997.
- Paul Gropman, The Magicians: A Novel (about Hillel Kook), Betar Books, 1998, ISBN 978-0966294019.
- Eliyaho Matz, Auschwitz on the Potomac 1943: HILLEL KOOK, the Attempt to Save European Jewry, and the Birth of the Israeli Nation, Washington Books, 2022, ISBN 979-8848397703.
- Rafael Medoff, Militant Zionism in America: The Rise and Impact of the Žabotinskij Movement in the United States, University of Alabama Press, 2002, ISBN 0-8173-1071-1.
- Louis Rapaport, Shake Heaven & Earth: Peter Bergson and the Struggle to Rescue the Jews of Europe, Gefen Publishing House Ltd, 1999, ISBN 965-229-182-X.
- Bernard Weinraub, The Accomplices (a play about Hilel Kook), Dramatists Play Service, Inc., 2008, ISBN 9780822222538.